# 알체우스크
알체우스크(우크라이나어: Алчевськ, 러시아어: Алчевск 알쳅스크[*])는 우크라이나 동부에 위치한 루한스크주의 도시로, 높이는 211m, 인구는 116,000명(2006년 기준), 인구밀도는 2,109.1명/km2이다. 루한스크(루한스크 주의 주도)에서 45km 정도 떨어진 곳에 위치한다.
1896년 시로 승격되었으며 1931년부터 1961년까지는 보로실로우스크(Ворошиловськ, 러시아어로는 보로실롭스크), 1961년부터 1991년까지는 코무나르스크(Комунарськ)라는 이름을 사용하였다.

기
문장

## 자매 도시
- 헝가리 두너우이바로시
- 폴란드 동브로바구르니차